# Korpilombolo
Korpilombolo (Samisch: Dállogilli) is een van de grotere dorpen binnen de Zweedse gemeente Pajala. In het verleden was het dorp de centrale plaats binnen een eigen gemeente. De naam Korpilombolo is zeer waarschijnlijk afgeleid van het Fins - Samisch: Kuorpa betekent door vuur verwoest bos; luobbal verbreding in rivier.

## Geschiedenis
De eerste vaste bewoning rond Korpilombolo komt in de 16e eeuw. Daarvoor was dit gebied in handen van de Saami, die hier jaagden en visten. Boeren uit het zuidelijker gelegen Övertorneå weken weleens uit naar dit gebied, maar trokken zich dan weer terug. In 1680 werd de eerste bebouwing neergezet in de vorm van houten boerderijen en woningen. Ze lagen aan weerszijden van de dorpsweg, die anno 2009 nog altijd bestaat. In 1825 brandde het dorp grotendeels af. Het merendeel van de bevolking werd gespaard omdat het in Övertorneå verbleef voor een eredienst.
Herbouw van het dorp vindt plaats, de afstand tussen de huizen wordt iets groter om een volgende brand tegen te gaan. Er is echter weinig over van de originele bebouwing. In de 19e eeuw vindt in deze omgeving industrialisatie plaats door de vondst van allerlei ertsen en mineralen. In de omgeving van Korpilombolo vindt men teer. In 1820 werden ongeveer 2000 vaten vervoerd.
Naast landbouw, visserij en teer wordt ook de bosbouw belangrijk. Men heeft vanwege de industrialisatie hout nodig als brandstof, maar ook als bouwstof. Het gereedschap en de machines om het hout te bewerken waren algemeen bezit, van bewoners van Korpilombolo en het nabijgelegen Lahenpää. Dit is inmiddels allemaal vergaan, maar delen van de zaagmachine, de molen die voor de aandrijving zorgen en de speciaal daarvoor gegraven waterweg zijn nog zichtbaar in het landschap en zijn een toeristische attractie.
Korpilombolo is 100 en een half jaar een eigen gemeente geweest voordat zij samenging met de gemeente Pajala. Het is ook het centrum geweest met een kerkgemeente, deze had op haar hoogtepunt meer dan 4000 leden.

## Media
Agnetha Fältskog zingt op een van haar muziekalbums Tio mil kvar till Korpilombolo, tåget det rusar hemåt i natten... Tio mil kvar till Korpilombolo, står du och väntar där på perrongen ("Nog honderd kilometer tot Korpilombolo, de trein snelt naar huis in de nacht... Nog honderd kilometer tot Korpilombolo, waar jij mij opwacht op het perron"). Korpilombolo heeft echter nooit een spoorwegstation gehad.

## Verkeer en vervoer
Bij de plaats loopt de Länsväg 392.
Aareavaara · Anttis · Huukki · Isovaara · Jarhois · Juhonpieti en Erkheikki · Junosuando · Kainulasjärvi · Kangos · Kardis · Kassa · Kätkesuando · Käymäjärvi · Kaunisvaara · Kengis · Kenttä · Keräntöjärvi · Kieksiäisvaara · Kiilarova · Kihlanki · Kitkiöjärvi · Kitkiöjoki · Kolari · Kompelusvaara · Korpilombolo · Kurkkio · Lahenpää · Lahnajärvi · Lautakoski · Liviöjärvi · Lovikka · Männikkö · Muonionalusta · Muodoslompolo · Narken · Nuuksujärvi · Ohtanajärvi · Oksajärvi · Pääjärvi · Pajala · Parkalompolo · Pentäsjärvi · Peräjävaara · Pimpiö · Ristimella · Ruosteranta · Sahavaara · Saittarova · Salmijärvi · Särkimukka · Sattajärvi · Selkäjärvi · Suaningi · Talinen · Tärendö · Teurajärvi · Torinen · Törmäsniva · Tornefors